# Lipovec Lonjski
Lipovec Lonjski is een plaats in de gemeente Kloštar Ivanić in de Kroatische provincie Zagreb. De plaats telt 336 inwoners (2001).